# Bactris longiseta
Bactris longiseta é uma espécie de palmeira pertencente à família Arecaceae. É originária da América Central onde se distribui pela Costa Rica.